# Fluminicola columbiana
Fluminicola columbiana är en snäckart som beskrevs av Hemphill 1899. Fluminicola columbiana ingår i släktet Fluminicola och familjen tusensnäckor. IUCN kategoriserar arten globalt som otillräckligt studerad. Inga underarter finns listade i Catalogue of Life.